# Tårn
 For alternative betydninger, se Tårn (flertydig). (Se også artikler, som begynder med Tårn)
Et tårn er en høj bygning eller bygningsdel og skal ikke forveksles med en konstruktion som fx en tv-mast eller en etageejendom. Man kan bygge et tårn for at have overblik over et område (udkigstårn og kontroltårn på flyveplads), for at kunne udsende lyd eller lys over et område (kirketårn, minaret og fyrtårn) og tidligere også for i krigsførelse at have fordelen af overhøjde. Andre tårntyper er vandtårn, vagttårn, transformatortårn og rådhustårn. Hvor de tre førstnævnte udfylder praktiske funktioner, har et rådhustårn en mere statusmæssig funktion. Højden giver oftest tårnet en dominerende stilling i det visuelle indtryk – der gøres derfor en stor indsats for at få det til at fremtræde æstetisk.
Mennesket har bygget tårn i årtusinder.
Nogle af de ældste eksempler tæller tårne fundet ved udgravninger af Jericho, som dateres til omkring år 8.000 f.v.t.
I Skotland blev der bygget hundredevise af runde broch-tårne i jernalderen.
Romerne opførte ofte ottekantede tårne, bl.a. i flere paladser og fyrtårne. Både Den Aurelianske Mur og Serviusmuren har firkantede tårne.
Velkendte historiske tårne tæller bl.a. Det skæve tårn i Pisa i Italien, der blev opført fra 1173 til 1372, De To Tårne i Bologna opført fra 1109 til 1119, Pavias tårne (hvoraf 25 er bevaret), bygget mellem 1000- og 1300-tallet, San Gimignano har ligeledes haft utallige tårne, og i dag står 13 tilbage. Himalayatårnene er stentårne hovedsageligt opført i Tibet mellem 1300-tallet og 1400-tallet.

## Teknisk definition
- Et tårn er en type bygning, der er højere end dens base, ofte med en betydelig margin.
- Et tårn adskiller sig fra en høj bygning, da det ikke er bygget til beboelse eller arbejde, men tjener andre funktioner primært opnået af dets højde.
- Tårne er fritstående, selvbærende bygninger, der ikke bruger barduner (i modsætning til master).[5]

## Galleri
- Vagttårn i forhenværende benzin-fabrik i Police, Polen. (2007)
- Cloostårnet, et observationstårn ved Frederikshavn. (2006)
- Vagttårn i Sorge, Harzen ved den nedlagte indre tyske grænse. (2012)
- Skjoldnæs Fyr på Ærø. (2001)
- Kontroltårnet i Københavns Lufthavn i Kastrup. (2004)
- Rundetårn i København. (2010)
- Transformatortårn i Østrig. (2012)